# Пелусозеро
Пе́лусозеро — деревня в составе Кривецкого сельского поселения Пудожского района Республики Карелия.

## Общие сведения
Расположена на северо-западном берегу одноимённого озёра.

## История
8 августа 1936 года постановлением Карельского ЦИК в деревне была закрыта часовня.

## Население
Численность населения в 1905 году составляла 139 человек.
| 2002 | 2010 | 2013 |
| ---- | ---- | ---- |
| 0    | →0   | →0   |